# Parazen
Parazen is een monotypisch geslacht van straalvinnige vissen uit de familie van parazenen (Parazenidae).

## Soort
- Parazen pacificus Kamohara, 1935